# مراد أمير
مراد أمير (بالتركية: Murat Emir.jpg)‏ هو سياسي تركي، ولد في 31 مارس 1969 في ملطية في تركيا. حزبياً، نشط في حزب الشعب الجمهوري.